# Rounou
Rounou är en ort i Burkina Faso.   Den ligger i provinsen Province du Bam och regionen Centre-Nord, i den centrala delen av landet, 90 km norr om huvudstaden Ouagadougou. Rounou ligger 347 meter över havet och antalet invånare är 501.
Terrängen runt Rounou är platt. Närmaste större samhälle är Kongoussi, 14,2 km norr om Rounou.
Trakten runt Rounou består i huvudsak av gräsmarker. Runt Rounou är det ganska tätbefolkat, med 86 invånare per kvadratkilometer.